# Pedro Alcañiz Martínez
Pedro Alcañiz Martínez (Castelló de la Plana, la Plana Alta 1 d'agost de 1965) és un exfutbolista valencià que jugava com a davanter, ja retirat de l'activitat professional, fill del també antic futbolista i capità del CE Castelló dels anys seixanta Pedro Alcañiz Ruiz.
Amb el club de la seva ciutat natal i el València CF competí a la Primera divisió al llarg de quatre temporades. Però fou a la divisió de plata on van arribar els seus títols. Amb l'equip valencianista guanyà el campionat 1986/87, mentre que amb el CE Castelló va obtindre la Copa de la Lliga 1983/84 i el Pitxitxi dos anys després. Es tracta, a més a més, del tercer màxim golejador de tota la història del club albinegre, amb 65 gols en partits oficials. D'altra banda, també va formar part dels planters d'altres equips de la província de Castelló, com ara el Vila-real CF, el CF Benlloch o el CD Almassora.

## Trajectòria
Format al planter de El Bovalar dins d'una extraordinària generació, Pedro Alcañiz va destacar des de jove com a golejador. Això li va valdre entrar en els plans del primer equip encara amb edat juvenil. Va ser la mateixa temporada 1983/84 quan Toni Torres el feu debutar el 12 de febrer front al Castella. Aquella primera temporada, a banda de produir-se la seva ràpida consolidació a Castàlia, Alcañiz va contribuir de manera significativa a l'ascens de l'Amateur a Tercera divisió per primer cop i guanyar la Copa de la Lliga jugant, com altres membres del planter, com a titular. Altres jugadors com ara Alfredo, Manchado o Mateu repetiren igualment èxits amb el primer i segon equip aquell mateix any.
Durant les dues temporades següents Alcañiz va esdevindre el davanter titular dels orelluts. Però quan la seva capacitat golejadora es va disparar durant la 1985/85. La xifra de 24 gols en Lliga (13 d'ells en la primera volta) va oferir l'interès de diversos club de la Primera divisió, com ara el RCD Espanyol, el RCD Mallorca, el CE Sabadell o el CA Osasuna. Fins i tot el FC Barcelona durant l'aturada hivernal. Però a l'hora de prendre decisions reals, la major insistència va ser la del València CF, que curiosament militaria la temporada següent a la mateixa Segona divisió. El traspàs es va signar en 30 milions de pessetes (180.000 euros), el que va significar la venda més cara del CE Castelló fins a la de Natalio a la UD Almería l'estiu de 2007.
En el seu primer any com a valencianista va pujar a Primera divisió. Malgrat que van haver més partits que mai en aquella Lliga del play-off, Alcañiz va passar mitja temporada sense jugar, encara que amb una bona mitjana realitzadora. Els dos anys següents la competència va ser major, pel que la presència del davanter castellonenc es reduïen. En acabar la temporada 1989/90, amb seu club d'origen novament a la Primera divisió, es va pactar l'eixida per la mateixa quantitat que havia costat, malgrat que el jove punta continuava agradant a diferents equips. Novament, Pedro Alcañiz encapçalaria per molts anys una altra llista del CE Castelló, en aquesta ocasió la dels fitxatges més cars.
Després d'una primera temporada més discreta, la 1990/91 va recuperar el seu nivell de minuts i gols. El moment més espectacular d'aquell pas del CE Castelló i del mateix Alcañiz per la Primera divisió es va viure el 7 d'octubre de 1990 al Nou Castàlia, en un partit front al CD Tenerife. Als dos minuts el davanter ja portava un doblet, que van convertir-se quatre a la mitja hora. Amb aquesta marca igualava en quantitat la de Joan Ricart quaranta-sis anys abans, però la superava en el temps emprat. Malgrat aquesta proeça, el club va acabar descendit aquell any i el contracte d'Alcañiz no fou renovat.
Després de jugar per al Vila-real CF en Segona B i Segona, Alcañiz va romandre dues temporades retirat del futbol professional. Però a l'estiu de 1996 Paco Causanilles el va fer tornar per tercer i darrer cop al CE Castelló. La situació del club havia canviat molt en només cinc anys: ara es jugava a la Segona B i era una SAD amb problements econòmics tan forts com per a fer perillar la seva existència. Alcañiz fou novament el màxim golejador del seu equip, tot i que no va jugar massa des del retorn d'Osman Bendezu a la banqueta del Nou Castàlia. Com que la continuïtat més enllà d'un any fou impossible, Alcañiz deixà el futbol professional per anar al Benlloch. Allí va romandre quatre anys, incloent-hi una experiència com a entrenador-jugador, tornant a mostrar la seva capacitat de finalització en esdevindre màxim golejador de Segona regional tres temporades. La seva carrera es completa amb una cessió al CD Almassora per tal de complir el repte d'haver jugat i marcat a totes les categories del futbol espanyol: des de Primera divisió fins a Segona regional.

## Estadístiques
| Club          | Temporada     | Divisió       | Lliga   | Lliga | Copa    | Copa | Copa de la Lliga | Copa de la Lliga | Total   | Total |
| Club          | Temporada     | Divisió       | Partits | Gols  | Partits | Gols | Partits          | Gols             | Partits | Gols  |
| ------------- | ------------- | ------------- | ------- | ----- | ------- | ---- | ---------------- | ---------------- | ------- | ----- |
| CE Castelló B | 1983/84       | Preferent     | ?       | ?     | -       | -    | -                | -                | ?       | ?     |
| CE Castelló B | Total         | Total         | ?       | ?     | -       | -    | -                | -                | ?       | ?     |
| CE Castelló   | 1983/84       | Segona A      | 2       | 0     | 0       | 0    | 8                | 5                | 10      | 5     |
| CE Castelló   | 1984/85       | Segona A      | 28      | 3     | 7       | 3    | 4                | 2                | 39      | 8     |
| CE Castelló   | 1985/86       | Segona A      | 37      | 23    | 10      | 3    | -                | -                | 47      | 26    |
| CE Castelló   | Total         | Total         | 67      | 26    | 17      | 6    | 12               | 7                | 96      | 39    |
| València CF   | 1986/87       | Segona A      | 20      | 10    | 1       | 1    | -                | -                | 21      | 11    |
| València CF   | 1987/88       | Primera       | 24      | 7     | 3       | 2    | -                | -                | 27      | 9     |
| València CF   | 1988/89       | Primera       | 23      | 4     | 1       | 0    | -                | -                | 24      | 4     |
| València CF   | Total         | Total         | 67      | 21    | 5       | 3    | -                | -                | 72      | 24    |
| CE Castelló   | 1989/90       | Primera       | 22      | 2     | 4       | 2    | -                | -                | 26      | 4     |
| CE Castelló   | 1990/91       | Primera       | 32      | 11    | 2       | 2    | -                | -                | 34      | 13    |
| CE Castelló   | Total         | Total         | 54      | 13    | 6       | 4    | -                | -                | 60      | 17    |
| Vila-real CF  | 1991/92       | Segona B      | ?       | ?     | ?       | ?    | -                | -                | ?       | ?     |
| Vila-real CF  | 1992/93       | Segona A      | 33      | 13    | ?       | ?    | -                | -                | 33      | 13    |
| Vila-real CF  | 1993/94       | Segona A      | 23      | 4     | ?       | ?    | -                | -                | 23      | 4     |
| Vila-real CF  | Total         | Total         | 57      | 17    | ?       | ?    | -                | -                | 57      | 17    |
| CE Castelló   | 1996/97       | Segona B      | 24      | 9     | 2       | 1    | -                | -                | 26      | 10    |
| CE Castelló   | Total         | Total         | 24      | 9     | 2       | 1    | -                | -                | 26      | 10    |
| Total carrera | Total carrera | Total carrera | 269     | 86    | 30      | 14   | 12               | 7                | 311     | 107   |

## Palmarès
- 1 Trofeu Pitxitxi de Segona divisió: 1985/86 amb el CE Castelló.
- 1 Copa de la Lliga de Segona divisió: 1983/84 amb el CE Castelló.

### Altres mèrits
- 1 ascens a Primera divisió: 1986/87 amb el València CF.
- 1 ascens a Segona divisió: 1991/92 amb el Vila-real CF.